# Konjakkbakken
Konjakkbakken är en backe i början av en med bil oftast framkomlig sidoväg till väg 890 (Tana bru - Berlevåg) vid Nordmannset, Berlevågs kommun i Troms og Finnmark fylke i nordligaste Norge. Den underhålls, men kan även under sommaren tillfälligtvis vara svårforcerad med vanlig personbil på grund av strömmande vatten kring och över vägbanan. Vägen är omtyckt för vandring och slutar med en moränplatå med god utsikt österut längs Kongsøyfjordens kust.
En historia kring namnet anger, att backen fick sitt namn när vägen byggdes på slutet av 1950-talet, då chefen för anläggningsarbetet slog vad med en chaufför om en flaska konjak om det skulle vara möjligt eller inte att köra bil upp för backen.
- Chauffören vann vadet och backen fick därmed sitt namn.
Skylten med namnet "Konjakkbakken" har flera gånger utsatts för mer eller mindre allvarligt menade skadegörelser eller har stulits av framför allt turister, så slutligen gav väghållaren upp och endast skyltstolparna fanns kvar. Under senare år har man åter satt upp skylten och även sökt säkra den mot stöld.